# Salam Pax
Salam Pax, pseudonimo di Salam Abdulmunem o Salam al-Janabi (Baghdad, 1973), è un blogger iracheno.
Il suo pseudonimo è composto da due parole che significano pace: Salam in arabo e Pax in latino. Il suo sito in inglese "Where is Raed?" ha ottenuto una notevole attenzione dai mass media durante e dopo l'invasione dell'Iraq nel 2003.

## Biografia
Nel suo blog Salam discute della guerra, della sua omosessualità, dei suoi amici, delle sparizioni di persone durante il governo di Saddam Hussein, del suo lavoro di interprete per il giornalista Peter Maass. Il Raed del titolo del blog è Raed Jarrar, amico di Pax e impegnato nei propri studi in Giordania; non ricevendo più e-mail da lui, Pax apre il blog per poterlo ricontattare.
Dapprima limitata all'ambito dei blog, la risonanza del diario di Pax raggiunge le pagine del New York Times, in cui si specula sull'identità del blogger immaginando che possa essere un agente governativo israeliano, statunitense o iracheno incaricato di diffondere disinformazione sulla guerra in corso. Si arriva anche a dire che possa essere il figlio di un ufficiale del partito Baath sotto falso nome.
Nel maggio del 2003 The Guardian lo rintraccia e dimostra che in effetti è un quasi ventinovenne architetto che vive a Baghdad e si chiama veramente Salam.
Pax continua ad aggiornare il suo blog durante la guerra, raccontando i bombardamenti e le azioni militari che si susseguono nel suo quartiere, fino a quando la rete internet e la rete elettrica vengono interrotte. Pax rimane off-line per settimane, continuando a registrare sulla carta ciò che avviene con l'intenzione di inserire il tutto appena sarà possibile, cosa che farà. Le ultime registrazioni descrivono la caotica economia post-bellica della città.
Il testo del blog è stato raccolto e pubblicato in un volume, Salam Pax - The Baghdad Blog nel 2003.
Nell'agosto del 2004, dopo che il blog è rimasto fermo per mesi, Pax ne ha iniziato un altro dal titolo "shut up you fat whiner!" ("sta' zitto, grasso piagnone!").
Ha anche successivamente lavorato come giornalista per The Guardian che, nell'ottobre 2004, l'ha inviato negli Stati Uniti per seguire la campagna elettorale presidenziale. Nel febbraio 2005, una serie di suoi servizi filmati è stata trasmessa dalla BBC all'interno del programma Newsnight, la serie è stata premiata con il Royal Television Society Award for Innovation.
In uno di questi filmati, Pax ha intervistato il parlamentare iracheno Adnan al-Janabi, dell'ala sunnita moderata, vicepresidente della commissione incaricata della stesura della nuova costituzione e - come viene rivelato nell'intervista - padre dello stesso Pax.

## Citazioni
- "Un giorno, come in Afghanistan, quei giornalisti si saranno annoiati a sufficienza e se ne andranno a scrivere della Siria o dell'Iran. L'Iraq uscirà dall'attenzione dei media. Lontano dagli occhi, lontano dal cuore. Fortunati voi, che avete questa possibilità."
- "Ci sono stati giorni in cui la Mezzaluna Rossa cercava disperatamente volontari che la aiutassero a rimuovere i cadaveri delle persone dalle strade per dar loro una degna sepoltura. I piani interrati dell'ospedale si erano trasformati in cimiteri."
- "Puoi seguire i percorsi degli stranieri solo osservando quanto costino le cose in un dato quartiere."
- "Comunque tutto questo ora non importa. Saddam se n'è andato, grazie a voi. Ne valeva la pena? Certo che sì. Tutti noi sapevamo di essere giunti al punto in cui non ci saremmo mai liberati di lui senza un intervento straniero; solo avrei desiderato che la cosa fosse stata preparata meglio."